# Christopher Panov
Christofer Kiril Lars Panov, född 15 april 1978 i Vetlanda, uppvuxen i Spånga, Stockholm, är en filmregissör och manusförfattare.
Han arbetade ihop med Christian Eklöw på debutfilmen Hundtricket (2002). De har sedan dess arbetat tillsammans på i stort sett alla filmer de har skrivit manus för.

## Filmografi (i urval)
- 2002 – Hundtricket (regi och manus)
- 2009 – Scener ur ett kändisskap (regi och manus)
- 2013 – Kung Liljekonvalje av dungen
- 2013 – Tragedi på en lantkyrkogård
- 2014 – Äkta människor (TV-serie)
- 2016 – Vårdgården (TV-serie)
- 2021 – Udda veckor (TV-serie)